# Бєлова Ольга Миколаївна
Ольга Миколаївна Бєлова (нар. 19 липня 1976 року, Москва, Російська РФСР, СРСР) — російська телеведуча і пропагандистка, ведуча підсумкової інформаційної програми «Головне з Ольгою Бєловою» на телеканалі «Звезда» з 7 квітня 2019 року.
Член Спілки журналістів Росії, член президії Всеросійського громадського руху «Матері Росії». Найбільшу популярність серед глядачів здобула ведуча інформаційної програми «Сьогодні» (2000—2015) і суспільно-політичного ток-шоу «Місце зустрічі» (2016—2018) на каналі НТВ.
З 15 січня 2023 року перебуває під санкціями РНБО за антиукраїнську діяльність.

## Біографія
Народилася 19 липня 1976 року в Москві.
У 1997 році закінчила курси підвищення кваліфікації працівників телебачення і радіомовлення. Вивчала майстерність ефірного мовлення педагога Белли Дмитрівни Гаймакової.
У 1999 році закінчила факультет правознавства Московської державної юридичної академії. 
У 2015 році з червоним дипломом закінчила магістратуру РАНХіГС і захистила магістерську дисертацію на кафедрі «Національна безпека та державне управління» факультету національної безпеки цього ж вузу. До приходу на телебачення два роки працювала помічником юриста в агентстві з авторських прав.

## Телебачення
Працює на телебаченні з 1997 року. Починала кореспондентом програми «Ви — очевидець» з Іваном Усачовим на телеканалі ТВ-6. З 1997 по 2000 рік працювала кореспондентом інформаційної служби «Прометей АСТ».
У березні 2000 року перейшла працювати на телеканал НТВ. З березня 2000 року по квітень 2001 року була однією з постійних ведучих ранкових випусків інформаційної програми «Сьогодні». Деякий час паралельно працювала ведучою інформаційної програми «Сьогодні в столиці» (виробник — телекомпанія НТВ, канал-мовник — ТНТ).
У квітні 2001 року залишилася на телеканалі і погодилася працювати в команді нового НТВ під керівництвом Бориса Йордана; була ведучою першого випуску програми «Сьогодні» «нового» НТВ, який вийшов у прямому ефірі 14 квітня 2001 року о 10:00, після зміни керівництва телеканалу. Далі вела спеціальні випуски «Сьогодні», присвячені терактам 11 вересня 2001 року, «Норд-Осту», Революції троянд та Помаранчевої революції.
З квітня 2001 по липень 2004 року, а також з серпня по грудень 2005 року представляла денні випуски програми «Сьогодні» на НТВ. З липня 2004 по серпень 2005 року — ведуча випусків програми «Сьогодні» о 19:00 по черзі з Михайлом Осокіним, змінила на цьому місці Тетяну Міткову.
З кінця грудня 2005 по 8 серпня 2015 року була постійною ведучою випусків програми «Сьогодні» о 19:00, змінивши на цьому місці Юлію Панкратову. В різний час в парі з нею програму представляли Антон Хреков (2005—2006), Олександр Яковенко (2006—2014) та Ігор Полєтаєв (2014—2015).
З червня 2007 по жовтень 2011 року також була ведучою другого вечірнього випуску «Сьогодні 22:45» (пізніше— 23:00, 23:15), з листопада 2011 по серпень 2014 року вела випуски програми «Сьогодні. Підсумки».
З вересня по грудень 2015 року була ведучою суботнього ток-шоу «50 відтінків. Бєлова» на НТВ (творець і продюсер шоу — Вадим Такменьов).
З 29 лютого 2016 по 30 березня 2018 року — ведуча суспільно-політичного ток-шоу «Місце зустрічі» у парі з Андрієм Норкіним.
З квітня 2016 року по теперішній час працює на прямих трансляціях сходження благодатного вогню з Єрусалима. Раніше, в квітні 2006 і 2008 року також працювала кореспонденткою НТВ, передаючи інформацію зі сходження в рамках випуску програми «Сьогодні», що починався після прямої трансляції.
Автор документального фільму «Червона Пасха» (у співавторстві з Олексієм Пивоваровим), який демнструавався на НТВ 1 травня 2016 року.
Виконавиця ролі імператриці Катерини II в художньому фільмі Василя Ліванова «Мідний вершник Росії», знімальний період якого пройшов у 2017 році.
З 14 травня по 20 вересня 2018 року — ведуча суспільно-політичного ток-шоу «Реакція» на НТВ.
З 7 квітня 2019 року — ведуча підсумкової інформаційної програми «Головне з Ольгою Бєлової» на телеканалі «Зірка».

## Нагороди
- Медаль ордена «За заслуги перед Вітчизною» II ступеня (2006) — за великий внесок у розвиток вітчизняного телерадіомовлення"[6][42].
- Подяка Президента Російської Федерації (23 квітня 2008) — «за інформаційне забезпечення та активну громадську діяльність з розвитку громадянського суспільства в Російській Федерації»[43].

## Особисте життя
Чоловік — Олег Олегович Лакоба, виконавчий директор Фонду «Міжнародний культурно-діловий центр Республіки Абхазія».
Доньки: Серафима та Олександра.